# Peter K. Kirchhof
Peter K. Kirchhof (* 18. Januar 1944 in Bremen) ist ein deutscher Maler, Grafiker und Schriftsteller.

## Leben und Werk
Peter K. Kirchhof absolvierte von 1958 bis 1961 eine Kupferschmiedlehre bei der Schiffswerft Bremer Vulkan. Von 1964 bis 1966 studierte er an der Staatlichen Kunstschule Bremen (heute: Hochschule für Künste Bremen). Seit 1966 ist er als freier Schriftsteller, Maler, Grafiker und Illustrator tätig. Peter K. Kirchhof lebte in Worpswede, Berlin und Hamburg, seit 1986 in Düsseldorf.
Von 1980 bis 2011 war er Redakteur der Zeitschrift für Literatur, Kunst und Kritik die horen. In den Jahren 1989 bis 1994 war er Dozent der Sommer-Akademie Bremerhaven.
Peter K. Kirchhof erhielt Literatur- und Kunst-Stipendien u. a. des Landes NRW, der Städte Bremerhaven und Amsterdam. 1977 zeichnete ihn die Stadt Düsseldorf mit dem Literaturförderpreis aus. Texte von Peter K. Kirchhof sind veröffentlicht in Anthologien, Zeitschriften und Schulbüchern.

## Ausstellungen (Auswahl)

### Einzelausstellungen
- 1977: Galerie Gruppe Grün
- 1979: Galerie Li, Natanya/Israel
- 1987: Galerie Bollhagen, Worpswede
- 1990: Galerie Holby, Fliynge/Schweden
- 1993: Schifffahrtsmuseum Rostock
- 1995: Schloss Schönebeck
- 2007: Galerie Am Neuen Palais, Potsdam

### Gruppenausstellungen
- 1967: Kunstverein Hannover
- 1976: Grafiker der horen
- 1980: Bremer Künstler, Museum Gdansk
- 1984: Einblicke Ausblicke. Galerie am Chamissoplatz, Berlin
- 2005: Von Hunden und Menschen. Städtische Galerie KUBUS

## Veröffentlichungen (Auswahl)
- Downtown Düsseldorf: Jazz am Rhein. Droste Verlag, Düsseldorf 2017, ISBN 978-3-7700-2027-0.
- Literaturbüro NRW (Hrsg.): Ehrenwort 9: Im Spiegel der Worte. Verlag Edition Virgines, Düsseldorf 2014, ISBN 978-3-944011-14-1.
- (Hrsg.): Literarische Porträts. 165 Autoren aus Nordrhein-Westfalen. Patmos Verlag, 1991, ISBN 978-3-491-34104-3.
- Rost und Wasser: Ölbilder, Gouachen, Zeichnungen. Ausstellungskatalog, Carl Schünemann Verlag, Bremen 1992, ISBN 978-3-89429-229-4.
- J.M.A. Biesheuvel: Reise durch mein Zimmer. Mit Illustrationen von Peter K. Kirchhof, Verlag Faber & Faber, Leipzig 2021, ISBN 978-3-86730-198-5.
- Bürgerverein Findorff (Hrsg.): 1902 –1982, 80 Jahre Bürgerverein Findorff e.V. Redaktion: Peter K. Kirchhof, Bremen 1982.